# Macromia splendens
Macromia splendens – gatunek ważki z rodziny Macromiidae.